# Discografia de San Holo
A seguir apresenta-se a discografia de San Holo, um músico e produtor musical neerlandês. Ela é composta por três álbuns de estúdio, sete extended plays, 52 singles, doze álbuns de remix, quatro remixes, um álbum de comentário e sete participações como artista convidado. O primeiro lançamento de sua carreira foi o EP Corellia, em 26 de março de 2013.
Em 2016, seu single "Light" foi o primeiro a entrar em alguma tabela musical, atingindo a décima terceira posição nas paradas de singles de dance dos Estados Unidos, e recebeu um disco de ouro neste país e no Canadá. Ele retornaria à parada com "The Future" em 50, "Lift Me from the Ground" em 39 e "Brighter Days" em 49; as duas últimas são singles do álbum de estreia de San Holo, Album1, que atingiu a sétima posição nas paradas de álbuns de dance dos Estados Unidos, a vigésima posição na Heatseeker Albums do mesmo país e a octogésima posição nos Países Baixos. Uma das canções do álbum, "Show Me", atingiu a posição 42 na Dance/Electronic Songs. Nos Países Baixos, "I Still See Your Face" atingiu a posição 29 e "Right Here, Right Now", a posição 16.
Mais singles entraram na parada de dance dos EUA: "Lead Me Back" em 49 e "Honest" em 25, este último marcando a única aparição de San Holo nas paradas da Nova Zelândia, alcançando a posição 34. Singles de seu segundo álbum de estúdio, BB U OK?, também entraram na parada de dance: "BB U OK?" em 32 e "It Hurts!" em 41. O próprio álbum alcançou a posição três e cinco na Dance/Electronic Albums e Heatseeker Albums, respectivamente. Em setembro de 2023, San Holo lançou seu terceiro álbum, Existential Dance Music. No mesmo mês, o single de 2015 "We Rise" recebeu um disco de ouro nos Estados Unidos.

## Álbuns

### Álbuns de estúdio
| Ano  | Título | Posições de pico | Posições de pico | Posições de pico |
| Ano  | Título | EUA Dance        | EUA Heat         | NLD              |
| ---- | --- | ---------------- | ---------------- | ---------------- |
| 2018 | Album1 - Formato: Download digital, streaming, vinil                                                                                  | 7                | 20               | 80               |
| 2021 | BB U OK? - Formato: Download digital, streaming, vinil, fita cassete, CD                                                              | 3                | 5                | —                |
| 2021 | Existential Dance Music - Lançamento: 15 de setembro de 2023 - Gravadora: Helix Records - Formato: Download digital, streaming, vinil | —                | —                | —                |

### Álbuns deremix
| Ano  | Título                                                          |
| ---- | --------------------------------------------------------------- |
| 2014 | Cosmos Remixes - Formato: Download digital                      |
| 2015 | Victory (The Remixes) - Formato: Download digital               |
| 2016 | Still Looking (Remixes) - Formato: Download digital             |
| 2017 | Light (Remixes) - Formato: Download digital                     |
| 2017 | The Future (Remixes) - Formato: Download digital                |
| 2017 | I Still See Your Face - The Remixes - Formato: Download digital |
| 2018 | One Thing (Remixes Vol. 1) - Formato: Download digital          |
| 2018 | One Thing (Remixes Vol. 2) - Formato: Download digital          |
| 2018 | Right Here, Right Now - Remixes - Formato: Download digital     |
| 2019 | Lost Lately (Very Nice Remixes) - Formato: Download digital     |
| 2019 | Album1 (A Lot Of Remixes) - Formato: Download digital           |
| 2020 | Honest (Remixes) - Formato: Download digital                    |

### Álbuns de comentário
| Ano  | Título                                          |
| ---- | ----------------------------------------------- |
| 2019 | Album1 (Commentary) - Formato: Download digital |

### Extended plays
| Ano  | Título                                                             |
| ---- | ------------------------------------------------------------------ |
| 2013 | Corellia - Formato: Download digital                               |
| 2013 | Demons - Formato: Download digital                                 |
| 2014 | Cosmos EP - Formato: Download digital                              |
| 2015 | Victory - Formato: Download digital                                |
| 2016 | New Sky - Formato: Download digital                                |
| 2017 | The Trip EP - Formato: Download digital                            |
| 2018 | Create, Create, Create (como Casilofi) - Formato: Download digital |
| 2020 | Stay Vibrant - Formato: Download digital                           |

1. 1 2 3 4 5  Estilizado em caixa baixa.
2. ↑  Estilizado como Lost Lately (very nice remixes).

## Singles

### Como artista principal
| Ano                                                                                         | Título | Posições de pico | Posições de pico | Posições de pico | Certificações | Álbum                                         |
| Ano                                                                                         | Título | NL 40            | NZ Hot           | EUA Dance        | Certificações | Álbum                                         |
| ------------------------------------------------------------------------------------------- | --- | ---------------- | ---------------- | ---------------- | ------------- | --------------------------------------------- |
| 2014                                                                                        | "You Don't Know" (com Boehmer)                                                                                     | —                | —                | —                | —             | —                                             |
| 2015                                                                                        | "We Rise" (com vocais de Tessa Douwstra)                                                                           | —                | —                | —                | - EUA: Ouro   | —                                             |
| 2015                                                                                        | "Dump It" (com TWRK)                                                                                               | —                | —                | —                | —             | We Are Twrk                                   |
| 2015                                                                                        | "Can't Forget You" (com participação especial de The Nicholas)                                                     | —                | —                | —                | —             | —                                             |
| 2015                                                                                        | "Bwu"' | —                | —                | —                | —             | —                                             |
| 2015                                                                                        | "Imissu" (com Father Dude)                                                                                         | —                | —                | —                | —             | —                                             |
| 2016                                                                                        | "Alright" (com Yellow Claw)                                                                                        | —                | —                | —                | —             | —                                             |
| 2016                                                                                        | "New Sky" | —                | —                | —                | —             | New Sky                                       |
| 2016                                                                                        | "They Just Haven't Seen It" (com participação especial de The Nicholas)                                            | —                | —                | —                | —             | New Sky                                       |
| 2016                                                                                        | "Still Looking" | —                | —                | —                | —             | Gouldian Finch                                |
| 2016                                                                                        | "Raw" | —                | —                | —                | —             | —                                             |
| 2016                                                                                        | "Who Am I" (com Cesqeaux)                                                                                          | —                | —                | —                | —             | —                                             |
| 2016                                                                                        | "Old Days" (com Yellow Claw)                                                                                       | —                | —                | —                | —             | Yellow Claw Presents: The Barong Family Album |
| 2016                                                                                        | "OK!" (com Jauz)                                                                                                   | —                | —                | —                | —             | —                                             |
| 2016                                                                                        | "Light" (com vocais de Tessa Douwstra)                                                                             | —                | —                | 13               | - EUA: Ouro   | —                                             |
| 2017                                                                                        | "Lines of the Broken" (com Droeloe e vocais de CUT_)                                                               | —                | —                | —                | —             | —                                             |
| 2017                                                                                        | "The Future" (com participação especial de James Vincent McMorrow)                                                 | —                | —                | 50               | —             | —                                             |
| 2017                                                                                        | "I Still See Your Face"                                                                                            | 29               | —                | —                | —             | Gouldian Finch 2                              |
| 2017                                                                                        | "If Only" (com participação especial de Eastghost, Analogue Dear, Taska Black, Droeloe, Losi, ILIVEHERE., e GOSLO) | —                | —                | —                | —             | Gouldian Finch 2                              |
| 2017                                                                                        | "One Thing" | —                | —                | —                | —             | —                                             |
| 2018                                                                                        | "If You Only Knew" (com What So Not e participação especial de Daniel Johns)                                       | —                | —                | —                | —             | Not All the Beautiful Things                  |
| 2018                                                                                        | "Right Here, Right Now" (com participação especial de Taska Black)                                                 | 16               | —                | —                | —             | —                                             |
| 2018                                                                                        | "Summertime" (com Yellow Claw)                                                                                     | —                | —                | 39               | —             | —                                             |
| 2018                                                                                        | "Take Me Home" (com Duskus)                                                                                        | —                | —                | —                | —             | Cute EP                                       |
| 2018                                                                                        | "Worthy / Lift Me from the Ground"                                                                                 | —                | —                | —                | —             | Album1                                        |
| 2018                                                                                        | "Brighter Days" (com participação especial de Bipolar Sunshine)                                                    | —                | —                | 49               | —             | Album1                                        |
| 2018                                                                                        | "Forever Free" (com participação especial de Duskus)                                                               | —                | —                | —                | —             | Album1                                        |
| 2018                                                                                        | "Surface" (com participação especial de Caspian e Fazerdaze)                                                       | —                | —                | —                | —             | Album1                                        |
| 2018                                                                                        | "Voices in My Head" (com participação especial de The Nicholas)                                                    | —                | —                | —                | —             | Album1                                        |
| 2019                                                                                        | "Lead Me Back" | —                | —                | 49               | —             | Gouldian Finch 3                              |
| 2019                                                                                        | "Lost Lately" | —                | —                | —                | —             | —                                             |
| 2020                                                                                        | "Honest" (com participação especial de Broods)                                                                     | —                | 34               | 25               | —             | —                                             |
| 2020                                                                                        | "(If Only I Could) Hold You"                                                                                       | —                | —                | —                | —             | Stay Vibrant                                  |
| 2020                                                                                        | "Don't Forget To Breathe Today"                                                                                    | —                | —                | —                | —             | Stay Vibrant                                  |
| 2020                                                                                        | "In The End I Just Want You To Be Happy"                                                                           | —                | —                | —                | —             | Stay Vibrant                                  |
| 2020                                                                                        | "Idk Anything (Demo)"                                                                                              | —                | —                | —                | —             | Stay Vibrant                                  |
| 2020                                                                                        | "In Case I Never See You Again..." (com participação especial de Analogue Dear)                                    | —                | —                | —                | —             | Stay Vibrant                                  |
| 2020                                                                                        | "We're Just On Our Way Home" (com participação especial de Luwten)                                                 | —                | —                | —                | —             | Stay Vibrant                                  |
| 2020                                                                                        | "Staring At The Sea Without You Next To Me" (com participação especial de ILIVEHERE.)                              | —                | —                | —                | —             | Stay Vibrant                                  |
| 2020                                                                                        | "BB U OK?" | —                | —                | 32               | —             | BB U OK?                                      |
| 2021                                                                                        | "Find Your Way" (com participação especial de Bipolar Sunshine)                                                    | —                | —                | —                | —             | BB U OK?                                      |
| 2021                                                                                        | "It Hurts!" (com participação de The Nicholas e Goslo)                                                             | —                | —                | 41               | —             | BB U OK?                                      |
| 2021                                                                                        | "Black and White / My Fault"                                                                                       | —                | —                | —                | —             | BB U OK?                                      |
| 2021                                                                                        | "You've Changed, I've Changed" (com participação especial de Chet Porter)                                          | —                | —                | —                | —             | BB U OK?                                      |
| 2021                                                                                        | "Mean It" (com Manila Killa e vocais de Nick Lopez)                                                                | —                | —                | —                | —             | —                                             |
| 2022                                                                                        | "We Will Meet Again" (com Jai Wolf)                                                                                | —                | —                | 39               | —             | —                                             |
| 2022                                                                                        | "All The Highs" | —                | —                | —                | —             | Existential Dance Music                       |
| 2023                                                                                        | "Don't Look Down" (com Lizzy Land)                                                                                 | —                | —                | —                | —             | Existential Dance Music                       |
| 2023                                                                                        | "Bring Back the Color" (com Aurora)                                                                                | —                | —                | —                | —             | Existential Dance Music                       |
| 2023                                                                                        | "Tiny Flowers" | —                | —                | —                | —             | Existential Dance Music                       |
| 2023                                                                                        | "Feel Something Real"                                                                                              | —                | —                | —                | —             | —                                             |
| 2023                                                                                        | "No Place Is Too Far" (com Whethan e Selah Sol)                                                                    | —                | —                | —                | —             | Existential Dance Music                       |
| "—" denota lançamentos que não entraram nas paradas ou não foram lançados nesse território. | |                  |                  |                  |               |                                               |

### Como artista convidado
| Ano  | Título |
| ---- | --- |
| 2014 | "Beautiful" (The Nicholas com participação especial de San Holo)                                                               |
| 2015 | "Smile On Your Face" (Point Point com participação especial de San Holo)                                                       |
| 2016 | "Pocket" (The Nicholas, produzido com San Holo)                                                                                |
| 2017 | "Testosteronbommen" (Braz com participação especial de MocroManiac, Fresku, Pietju Bell e Killer Kamal e produção de San Holo) |
| 2018 | "Flight Home" (Shirt; produzido por San Holo)                                                                                  |
| 2018 | "Happy Now" (Slander, produzido com San Holo)                                                                                  |
| 2018 | "Shibuya" (Covet com participação especial de San Holo)                                                                        |

1. 1 2 3 4 5  Artista não creditado(a).
2. 1 2 3 4 5  Estilizado em caixa alta.
3. 1 2 3 4 5 6 7 8 9 10 11 12 13 14 15 16 17 18  Estilizado em caixa baixa.
4. ↑  "Lift Me From The Ground" apresenta a participação especial de Sofie Winterson.
5. ↑  Separadamente, "Lift Me From The Ground" atingiu a posição 39 nesta tabela.
6. ↑  Estilizado como "black and white / MY FAULT".

## Outras canções
- Canções não lançadas ou comercializadas oficialmente que entraram nas tabelas musicais.

| Ano  | Título    | Posição de pico | Álbum  |
| Ano  | Título    | EUA Dance       | Álbum  |
| ---- | --------- | --------------- | ------ |
| 2018 | "Show Me" | 42              | Album1 |

1. ↑  Estilizado em caixa baixa.

## Remixes
- Todos os títulos são acompanhados por "(San Holo Remix)", exceto onde notado.
- Apenas estarão listados remixes publicados em alguma conta oficial de Holo ou do(s) artista(s) original(is). Remixes da série "Don't Touch The Classics" foram oficialmente deletados por ele a fim de evitar reivindicações de direitos autorais;[78] estes não serão listados.

| Ano  | Título                                                           | Artista(s) original(is)  | Álbum          |
| ---- | ---------------------------------------------------------------- | ------------------------ | -------------- |
| 2015 | "Afterlife" (com participação especial de Stacy Barthe)          | Tchami                   | —              |
| 2015 | "Natural Light"                                                  | Porter Robinson          | Worlds Remixed |
| 2016 | "In My Room" (com participação especial de Ty Dolla $ign & Tyga) | Yellow Claw & DJ Mustard | —              |
| 2018 | "Ready Yet"                                                      | Sasha Sloan              | —              |